# 羅丹特 (北卡羅萊納州)
羅丹特（英語：Rodanthe）是位於美國北卡羅萊納州戴爾縣的普查規定居民點。

## 人口
根據2020年美國人口普查的數據，羅丹特的面積為2.48平方千米，皆為陸地。當地共有人口213人，而人口密度為每平方千米85.89人。